# Dave Weldon
David Joseph Weldon, detto Dave (Amityville, 31 agosto 1953), è un politico e medico statunitense, membro della Camera dei Rappresentanti per lo stato della Florida dal 1995 al 2009.

## Biografia
Dopo aver servito nelle riserve dell'esercito, Weldon si laureò in medicina all'Università di Buffalo ed esercitò la professione fino al 1994, anno in cui venne eletto alla Camera dei Rappresentanti come repubblicano.
Rappresentando un distretto tendenzialmente favorevole al suo partito, Weldon non ebbe difficoltà a farsi rieleggere negli anni seguenti e servì al Congresso un totale di sette mandati.
Nel 2008 decise di lasciare la politica per tornare a svolgere la professione di medico e abbandonò la Camera allo scadere del mandato. Attualmente continua a risiedere in Florida con la moglie e i due figli.